# Hipparchia martire
Hipparchia martire är en fjärilsart som beskrevs av De Sagarra 1930. Hipparchia martire ingår i släktet Hipparchia och familjen praktfjärilar. Inga underarter finns listade i Catalogue of Life.